# Eismitte
Eismitte var en overvintringsstation for Alfred Wegeners grønlandsekspedition (juli 1930 til august 1931) på den grønlandske indlandsis.

## Position
Kordinaterne for stationen begravet i sne og is var 71° 11′ nord og 39° 56′ vest, i en højde af 3010 meter.Afstanden til nærmeste kyst var 402 km, afstanden til den nuværende forskningsstation Summit Camp var 164 km.
Ekstreme temperaturer mellem -64,9 °C og -2,8 °C blev målt på stationen fra 1. september 1930 til 31. august 1931. Den koldeste måned (februar 1931) havde en gennemsnitstemperatur på -47,2 °C, den varmeste (juli 1931) -12,2 °C. I samme periode blev der registreret i alt 110 mm nedbør (overraskende nok, det meste om vinteren). På stationens breddegrad er der midnatssol fra 13. maj til 30. juli, og polarnat fra 23. november til 20. januar.
Stationens placering ligger i dag inden for området Grønlands Nationalpark, lige nord for nordgrænsen af Ittoqqortoormiit Kommune, som her løber langs breddegraden 71°N.

## Historie
Den tyske meteorolog Johannes Georgi (1878-1972 blev udnævnt til leder af Eismitte-stationen af Wegener. Georgi tog den første slædetur til Eismitte for at etablere stationen og begynde på de meteorologiske målinger. På grund af tidsproblemer og vanskelige vejrforhold var det kun muligt at forsyne stationen med tre transporter. Derudover påvirket af en besked fra Georgi, at de ville opgive stationen uden yderligere mad og brændstof, tog Wegener kontakt med den tyske meteorolog Fritz Loewe (1895-1974) og 13 grønlændere på en fjerde og sidste transportrejse inden overvintringen. Denne rejse startede den 21. september. Transporten måtte opgives på grund af snestorme, der startede tidligt. Grønlænderne vendte hjem undtagen den grønlandske ekspeditionsdeltager Rasmus Villumsen. Efter at have brugt alle deres reserver nåede Wegener, Loewe og Villumsen den 30. oktober Eismitte, hvor Georgi og Sorge i mellemtiden havde besluttet at risikere at overvintre. Loewe havde alle sine tæer frosset på de sidste dage af turen. Disse blev amputeret af Georgi. Mens Loewe forblev på Eismitte, startede Wegener og Villumsen hjemrejsen den 1. november, som de ikke overlevede.
Observationerne blev foretaget under ekstremt barske forhold i hele vinterperioden. Georgi var ansvarlig for de  meteorologiske målinger og for den glaciologiske undersøgelse af selve isen. Den samme dag ankom også en hundeslæde. Georgi blev alene på stationen i 10 uger og sørgede derfor at målingerne blev videreført, så et komplet observationsår blev gennemført. Sine oplevelser beskrev han i bogen " Im Eis vergraben. Erlebnisse auf Station Eismitte der letzten Grönland-Expedition Alfred Wegeners" .
Uummannaq Museum har en udstilling om Eismtte med dele af udstyret og fotos og notater fra ekspeditionen. I museets have står Wegernes propelslæde og hesteslæden. Man opdagede dem i 1984 på isen og bragte dem i 1988 til Uummannaq. Endvidere hænger der en mindeplade på museet.